# وژوسه (استان لهستان کوچک‌تر)
وژوسه (به لاتین: Wrzosy) یک روستا در لهستان است که در گمینا کشانژ ویلکی واقع شده‌است.